# 헨리 크롬웰

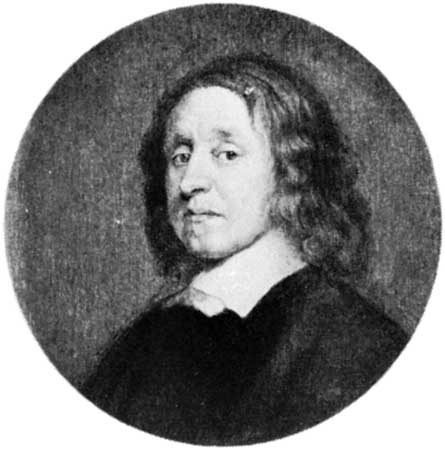
헨리 크롬웰

헨리 크롬웰(영어: Henry Cromwell, 1628년 1월 20일 ~ 1674년 3월 23일)은 잉글랜드의 군인, 정치인이다.

## 생애
헨리 크롬웰은 1628년 1월 20일에 잉글랜드 케임브리지셔주 헌팅던에서 잉글랜드 연방의 초대 호국경을 역임한 올리버 크롬웰과 그의 아내인 엘리자베스 바우처 부부의 넷째 아들로 태어났다. 펠스테드 학교, 케임브리지 대학교 엠마뉴엘 칼리지를 졸업했고 잉글랜드 내전 시기에는 아버지를 따라 뉴모델군에 합류했다.
1650년에는 아버지를 지원하기 위해 군대를 파견하여 아일랜드 원정에 나섰고 1653년에 열린 베어본즈 회의에서 아일랜드 대표로 참가했다. 1653년 5월 10일에는 제2대 치프넘 준남작 프랜시스 러셀의 딸인 엘리자베스 러셀과 결혼하여 슬하에 5남 2녀를 두었다. 1653년부터 1660년까지 아일랜드 더블린에 위치한 트리니티 칼리지의 총장을 역임했다.
1654년 8월에는 아일랜드를 방문하여 헨리는 호국경이 된 자신의 아버지인 올리버 크롬웰에게 아일랜드 통치를 건의했고 1654년 8월 24일에는 아일랜드군 사령관으로 임명되면서 아일랜드 의회의 구성원이 되었다. 아일랜드의 총독이자 헨리 크롬웰의 언니인 브리짓 크롬웰의 남편이기도 한 찰스 프리트우드의 부하였지만 같은 해 9월에 매형이 잉글랜드로 떠나면서 아일랜드의 실질적인 지배자가 된다.
헨리 크롬웰은 플리트우드가 시행했던 아일랜드인을 국외로 추방시키는 정책을 완화하는 한편 잉글랜드인 이주자들의 권익에도 일정한 관심을 보였다. 또한 플리트우드와는 달리 개신교의 교파들 사이에서 공평한 처우를 강조하면서 아일랜드에서 인심을 장악했다. 1657년 11월 16일에는 스스로 아일랜드 총독으로 취임하게 된다. 그는 아일랜드 의회로부터 연간 1,500 파운드를 주겠다는 제안을 받았지만 아일랜드의 가난과 잉글랜드의 부채를 이유로 거절했다.
1654년에는 자신의 아버지였던 올리버 크롬웰을 잉글랜드의 국왕으로 즉위시키려는 정치 운동을 지원했지만 1657년에는 입장을 바꿔서 아버지가 왕위에 오르지 않도록 조언을 보냈다. 1658년 2월에 아일랜드 의회가 해산된 이후에는 아버지가 헌법을 준수하는 자세를 따르도록 지시했다. 헨리 크롬웰은 자신의 형인 리처드 크롬웰이 아버지의 뒤를 이어 호국경으로 취임했다는 소식에는 환영했지만 본인은 아일랜드 총독 자리를 유지했다는 소식에 크게 낙담했다고 한다.
1659년에는 찰스 2세로부터 잉글랜드의 왕정 복고를 지원할 것을 요구했지만 이를 거절했다. 헨리 크롬웰은 리처드 크롬웰 정권이 붕괴되면서 잉글랜드로 소환되었고 조용하게 공직에서 물러나게 된다. 왕정 복고로 인해 영지와 재산의 일부를 잃었지만 아일랜드에서 사들인 자산을 유지했다. 만년에는 케임브리지셔주 위큰에 위치한 스피니 수도원에서 조용하게 지냈고 1674년 3월 23일에 위큰에서 향년 46세를 일기로 사망했다. 헨리 크롬웰의 유해는 교구 교회에 매장된 아내의 무덤 옆에 안장되었다.